# Inocencio VII
Inocencio VII (en latín: Innocentius PP. VII), de nombre secular Cosimo de Migliorati (Sulmona, c. 1336-Roma, 6 de noviembre de 1406) fue el papa 204.º de la Iglesia católica desde el 17 de octubre de 1404 hasta su muerte en 1406. Fue el tercer papa del período dominado por el Cisma de Occidente.

## Origen y formación
Nacido en el seno de una familia humilde, Cosimo de Migliorati estudió Derecho Canónico y Civil en Perugia, Padua y Bolonia. Posteriormente ejerció como profesor de derecho en la Universidad  de Perugia hasta que fue trasladado a Roma por Urbano VI. Luego fue enviado a Inglaterra como recaudador de impuestos, labor que realizó durante diez años.

## Carrera eclesiástica
Cosimo de Migliorati fue consagrado obispo el 5 de diciembre de 1387, luego de ser nombrado arzobispo de Rávena el 4 de noviembre anterior por el papa Urbano VI. Migliorati no pudo ocupar su sede en Rávena a causa de la oposición del señor de la ciudad, Guido de Polenta, que había dado su obediencia al antipapa Clemente VII. En junio de 1389 fue trasferido a la sede de Bolonia.
Migliorati fue creado cardenal por Bonifacio IX el 18 de diciembre de 1389, con el título de cardenal presbítero de la Santa Cruz de Jerusalén y actuó como legado suyo en Lombardía y la Toscana, en importantes misiones como la de pacificar a Gian Galeazzo Visconti y las ciudades de Florencia y Bolonia.

## Pontificado

### Elección
A la muerte de Bonifacio IX, los cardenales presentes en el cónclave del 17 de octubre de 1404, a la cabeza de Migliorati como camarlengo, juraron renunciar a la tiara en caso de ser elegidos si con ello era posible acabar con el cisma que desde 1378 dividía a la Iglesia Católica.
Migliorati fue elegido por unanimidad, la situación en la ciudad le impidió celebrar el concilio en el que debería haber cumplido su promesa de renunciar a la tiara. En efecto, el partido gibelino inicia una revuelta cuando conoce el resultado de la elección, obligando al pontífice a reclamar ayuda al rey de Nápoles, Ladislao quien sofoca la rebelión obteniendo de Inocencio el compromiso de que en las negociaciones para acabar con el cisma, quedarían reconocidos sus derechos al reino napolitano que le disputaba Luis de Anjou.

### Acciones pontificias

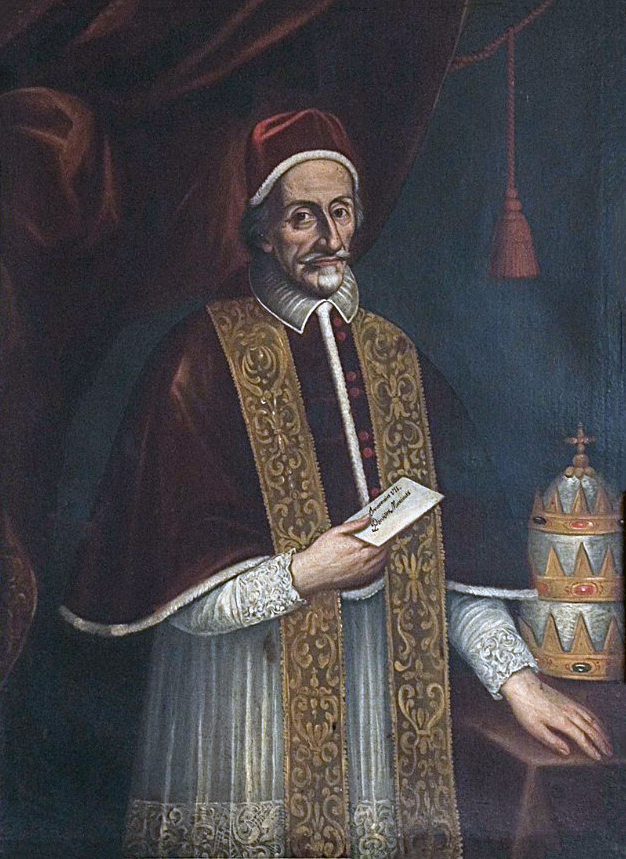
Retrato póstumo, realizado hacia 1649

Inocencio VII fue un papa nepotista, nombró cardenal a su sobrino Ludovico Migliorati, quien hasta ese momento había actuado como mercenario a las órdenes de Gian Galeazzo Visconti. Ludovico, en 1405, secuestró y asesinó a once aristócratas romanos opositores de su tío, por lo que Inocencio tuvo que huir a Viterbo dejando Roma en manos de turbas de romanos furiosos que asesinaron a más de treinta güelfos, miembros del partido papal, entre ellos el abad de Perugia. Nuevamente hubo de intervenir Ladislao con el envío de tropas que acabaron con los alborotos, permitiendo que el Papa regresase a Roma en enero de 1406.
Inocencio recompensó a su sobrino Ludovico nombrándolo marqués y conde de Fermo. Enfurecido por la acción del pontífice, el rey Ladislao exigió extender su autoridad sobre la propia Roma y los Estados Pontificios, para lo cual presionó a Inocencio con las tropas que mantenía en el Castillo Sant'Angelo que, aunque estaban destinadas a proteger el Vaticano, eran utilizadas por el napolitano para efectuar incursiones armadas en Roma y en los territorios circundantes. Solo cuando el pontífice excomulgó a Ladislao, éste retiró sus tropas del castillo.
Inocencio mantuvo disputas con el antipapa Benedicto XIII debido a que este último mandó una carta acusando al papa de no querer terminar el Cisma.

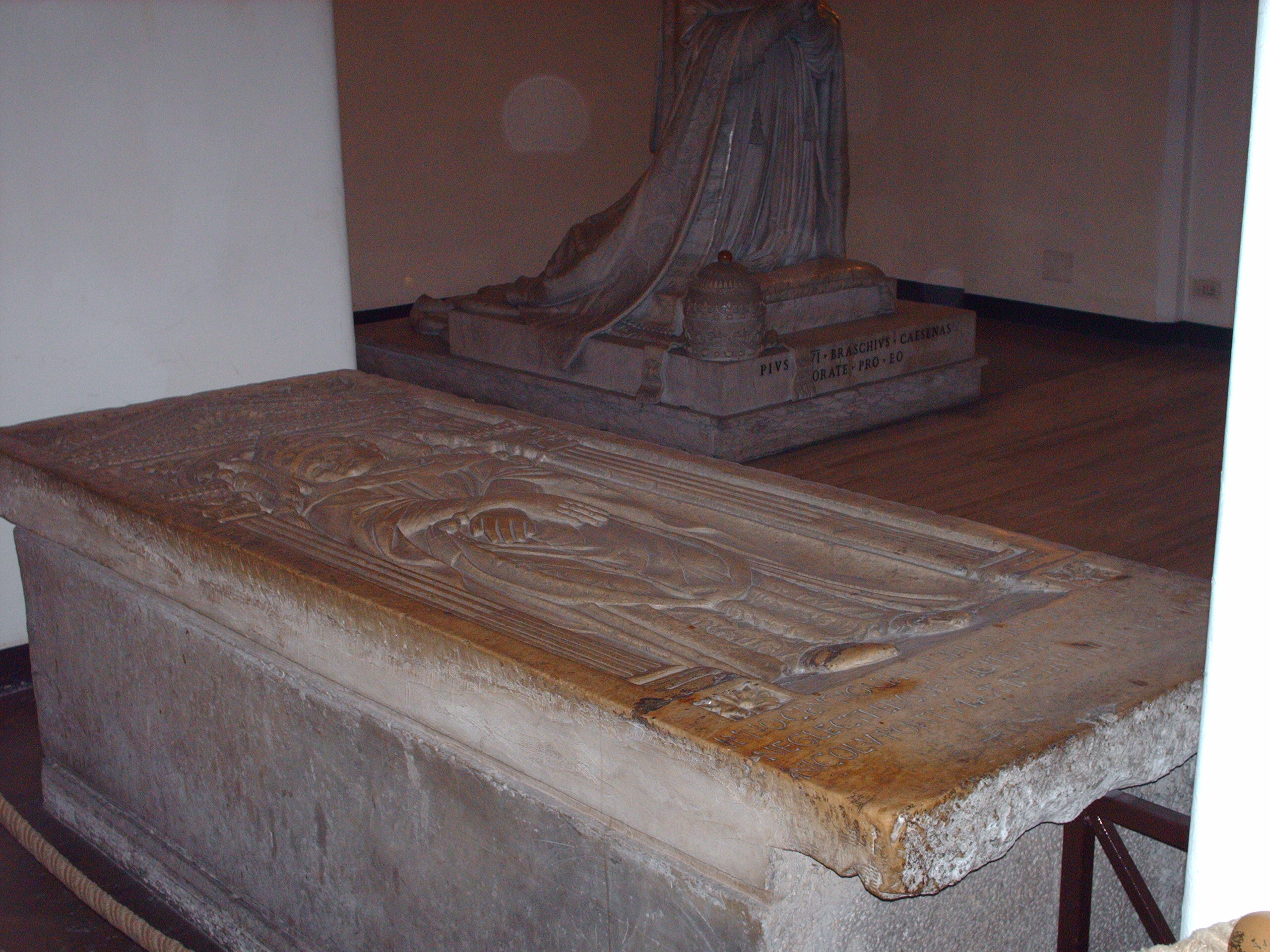
Tumba de Inocencio VII, ubicada en las grutas vaticanas.

### Fallecimiento
Inocencio murió en Roma, el 6 de noviembre de 1406, de manera imprevista. Se rumoreó que fue envenenado, pero no existen pruebas suficientes para asegurarlo.

## En la literatura
En el libro de las Profecías de San Malaquías se puede identificar a este papa con el lema De meliore sidere (De la estrella mejor), cita que puede hacer referencia al apellido familiar, Migliorati, que significa "mejorado" y a que en su escudo de armas aparece una estrella.